# The Silence (singolo)
The Silence è il sesto singolo della cantante inglese Alexandra Burke estratto dal suo album di debutto Overcome. È stato scritto da RedOne, Bilal Hajji, e Savan Kotecha ed è stato prodotto da RedOne. La canzone è una ballata pop che parla di relazione difficile. The Silence è uscita il 6 dicembre 2010 in una versione nuova, leggermente diversa rispetto all'originale. La Burke ha affermato che il brano è stato ispirato dalla sua relazione con un ragazzo.

## Video
Il video per il singolo è stato diretto da Nzingha Stewart ed è stato premierato sull'accout YouTube di Alexandra il 21 ottobre 2010 ed è l'unica clip di Alexandra ad essere in bianco e nero e mostra la cantante alle prese con un servizio fotografico.

## Classifiche
| Classifiche (2010/2011) | Posizione massima |
| ----------------------- | ----------------- |
| Irlanda                 | 30                |
| Regno Unito             | 16                |
| Scozia                  | 10                |
| Svizzera                | 66                |